# Sara Paretsky
Sara Paretsky (Ames, Iowa, 8 de junio de 1947) es una escritora feminista estadounidense autora de libros de ficción detectivesca, especialmente conocida por sus novelas cuya protagonista es la detective V.I. Warshawski. A Paretsky se le atribuye la transformación del papel y la imagen de las mujeres en la novela negra. Es también fundadora de la Sisters of Crime (Hermanas del Crimen) una organización que promueve a mujeres que escriben historias de misterio.

## Biografía
Paretsky nació en Ames, Iowa. Su padre era microbiólogo y trasladó a la familia a Kansas en 1951 después de asumir un trabajo en la Universidad de Kansas, donde Paretsky paso su infancia. Siendo judío, la familia estuvo limitada en los lugares donde vivir a causa de las leyes de segregación de la época y la zonificación que marcaba donde podían vivir los negros y los judíos. Alquilaron una vieja granja para vivir. Allí se mudaron en 1958 cuando ella tenía alrededor de 11 años. La relación con sus padres fue tensa y marcó su infancia: su madre era alcohólica y su padre la trataba con tiranía. Estudió en una escuela rural. Sara asumió en parte la crianza de dos hermanos menores. Cuando le dijo a su padre que le gustaría ser científica su padre le contestó que era demasiado estúpida. Lo contó en su biografía publicada en 2007 Writing in an Age of Silence.
Después de graduarse en ciencia política en la Universidad de Kansas, trabajó en el servicio comunitario en el sur de Chicago en 1966 en el mismo barrio donde trabajaba Martin Luther King. Allí se involucró en el movimiento que reclamaba su libertad. Finalmente completó un Ph.D. en historia en la Universidad de Chicago; su disertación se tituló "El descalabro de la Ética en Nueva Inglaterra Nuevaantes de la guerra civil". También realizó una MBA en la Escuela de Negocios Booth.
Su carrera literaria, explica en su biografía, nació de la convicción de que debería ser posible "crear una mujer que fuera una persona, no un ángel o un monstruo". 
En 1971 Paretsky estuvo muy involucrada en el feminismo de la segunda ola. Molesta por cómo se representaba a las mujeres en la novela negra y de manera especial como las representó Raymond Chandler y su famoso personaje Philip Marlowe prometió "escribir una novela policíaca ... que cambiaría las tornas sobre los puntos de vista dominantes de las mujeres en la ficción y en la sociedad". Con la publicación de Indemnity Only (Valor seguro) su primera novela que tardó ocho años en escribir y que fue publicada en 1982 la detective V.I. Warshawski así lo hizo.

### V.I.Warshawski
La protagonista de sus novelas a excepción de dos de ellas es la detective privada de Chicago, V.I. (Victoria Iphigenia) Warshawski. Hija de un policía de ascendencia polaca y de una madre emigrante italiana que quiso ser cantante de opera. Pasó su infancia en un barrio deprimido, South Chicago. Consiguió estudiar Derecho en la universidad gracias a sus notas y una beca deportiva. Comenzó su carrera como abogada de oficio, pero no soportaba las normas del departamento y que estuvieran más interesados en la política que en la defensa de los acusados. Tras un breve periodo como abogada independiente decidió dedicarse a la investigación.
Paretsky creó el personaje como respuesta a los duros detectives masculinos como Philip Marlowe de Raymond Chandler.  En 1991 se estrenó la película V.I. Warshawski (Detective con medias de Seda) protagonizada por Kathleen Turner; el personaje principal se basó en la novela  Deadlock, aunque se realizaron algunos cambios.
A Paretsky se le atribuye la transformación del papel y la imagen de las mujeres en la novela negra. La edición de Invierno 2007 de Clues: A Journal of Detection está dedicada a su trabajo. Es fundadora de Sisters in Crime, una organización que apoya y promueve a mujeres que escriben historias de misterio.

## Vida personal
Sara Paretsky está casa con el físico Courtenay Wright, 23 años mayor que ella, a quien conoció en 1970. Era viudo, su mujer había tenido una larga enfermedad y él cuidó muchos años a su primera esposa y sus hijos. Sara tras la situación difícil que pasó en su infancia decidió no tener hijos.

### Novelas
1. Valor seguro (Indemnity Only, 1982)
2. Punto muerto (Deadlock, 1984)
3. Órdenes mortales (Killing Orders ,1985)
4. Medicina amarga (Bitter Medicine, 1987)
5. Golpe de sangre (Blood Shot, 1988)
6. Marcas de fuego (Burn Marks, 1990)
7. Ángel guardián (Guardian Angel,1992)
8. Tunnel Vision, 1994
9. Tiempos difíciles (Hard Time, 1999)
10. Sin previo aviso (Total Recall, 2001)
11. Lista negra (Blacklist, 2003)
12. Fuego (Fire Sale, 2005)
13. Jugar a ganar (Hardball, 2009)
14. Body Work, 2010
15. Breakdown, 2012
16. Critical Mass, 2013
17. Brush Back, 2015
18. Fallout, 2017

### Colecciones de cuentos
- Windy City Blues, Delacorte (1995) (1988) (Published in the UK as V.I. for Short) ISBN 0385315023
- A Taste of Life and Other Stories, London, Penguin, (1995). ISBN 0146000404

### eBooks
- Photo Finish (2000) ISBN 978-1-101-53751-0 V.I. x 2 (2002) includes short stories 'Photo Finish' & 'Publicity Stunts'
- V.I. x 3 (2011) includes both stories from V.I. x 2 and 'A Family Sunday in the Park' ISBN 9781257416448

### No-ficción
- Case Studies in Alternative Education. Chicago Center for New Schools, 1975 .
- Writing in an Age of Silence (2007) ISBN 978-1-84467-122-9
- Words, Works, and Ways of Knowing: The Breakdown of Moral Philosophy in New England Before the Civil War. Chicago: University of Chicago Press, 2016.

### Como editora
- Eye of a Woman (short stories). New York, Delacorte Press, 1990 ; as A Woman's Eye: New Stories by the Best Women Crime Writers, London, Virago, 1991
- Women on the Case (1997) ISBN 978-0-440-22325-2; as Woman's Other Eye, London, Virago, 1996
- Sisters on the Case (2007) ISBN 978-0-451-22239-8

## Premios y reconocimientos
- 1986 Anthony premio nominación como mejor novela por Killing Orders[8]
- 1989 Anthony premio nominación como mejor novela por Blood Shot
- 1992 Anthony premio ganadora de la mejor colección por A Woman's Eye [9]
- 2002 Premio Cartier Diamond Dagger por la Asociación de Escritores de Crimen.
- 2004 Premio Gold Dagger por Blacklist de la Asociación de Escritores de Crimen
- 2011 Premio Anthony por su trayectoria
- 2011 Grand Master de la Asociación de escritores de Estados Unidos